# Герб Ханти-Мансійського автономного округу — Югри

Герб Ханти-Мансійського автономного округу — Югри

Герб Ханти-Мансійського автономного округу — Югри — є символом Ханти-Мансійського автономного округу — Югри. Перша версія прийнята 14 вересня 1995 року. Поточна версія прийнята 24 грудня 2020 року.

## Опис
У розсічений блакитному і зеленому полі срібний птах «Кат ухуп виття» з двома, подібними орлиним, головами на довгих шиях, чотирма лапами і видимим між головами і шиями хвостом, подібно павичі; щит увінчаний золотою земельної короною з сімома видимими зубцями, середній з яких завершений полум'ям, і з поясом з національного орнаменту на обручі.
Щитотримачі — два золотих з чорними очима і носами ведмедя, що підтримують два золотих древка з державними прапорами Ханти-Мансійського автономного округу — Югри на підніжжі із зелених кедрових гілок з зеленими шишками; девіз «Справами велика» написаний срібними літерами на блакитному стрічці.

## Історія

### Версія 1995 року

Герб Ханти-Мансійського автономного округу — Югри (1995)

Герб Ханти-Мансійського автономного округу являє собою срібну емблему, розташовану на підкладі двох щитів, уписаних один в інший, яка відтворює стилізований символ «Кат ухуп вой» (двоголовий птах) у полі розсіченого лазурового (синього, блакитного) і зеленого щита. Контур щита обведено золотом. Фігурний щит уписано у прямий щит червоного кольору, який є прямокутником з фігурним загостренням у нижній частині. Щит увінчано елементом білого кольору, виконаним в орнаментальному стилі обських угрів, і оточений вінком із зелених кедрових галузей. Девіз «Югра» написано срібними літерами на лазоревій стрічці, розташованій під щитом.